# Мексика на летних Олимпийских играх 1924
Мексика принимала участие в летних Олимпийских играх 1924 года в Париже (Франция) во второй раз за свою историю, после двадцитичетырёхлетнего перерыва, но не завоевала ни одной медали.

## Состав сборной
Сборная страны состояла из 15 спортсменов (все — мужчины), которые соревновались в лёгкой атлетике, стрельбе и теннисе. Флаг Мексики на церемонии открытия Игр нёс Альфредо Куэльяр.

## Результаты

### Лёгкая атлетика
Мексиканские легкоатлеты не смогли преодолеть отборочные этапы и выйти в финальный круг соревнований.

### Теннис
Теннисный турнир в Париже проходил с 13 по 20 июля. Мексику представляли Феликс дель Канто и Мариано Лосано, они участвовали как в личном первенстве, так и в парном разряде среди мужчин; но оба не добились успеха.

### Стрельба
Соревнования прошли с 23 июня по 9 июля.
| Спортсмен      | Соревнование                       | Результат | Результат |
| Спортсмен      | Соревнование                       | Очки      | Место     |
| -------------- | ---------------------------------- | --------- | --------- |
| Тирсо Эрнандес | Скорострельный пистолет, 25 м      | 15        | 33        |
| Мануэль Солис  | Скорострельный пистолет, 25 м      | 17        | 18        |
| Мануэль Солис  | Малокалиберная винтовка лёжа, 50 м | 353       | 64        |